# Tartu universitetsbibliotek

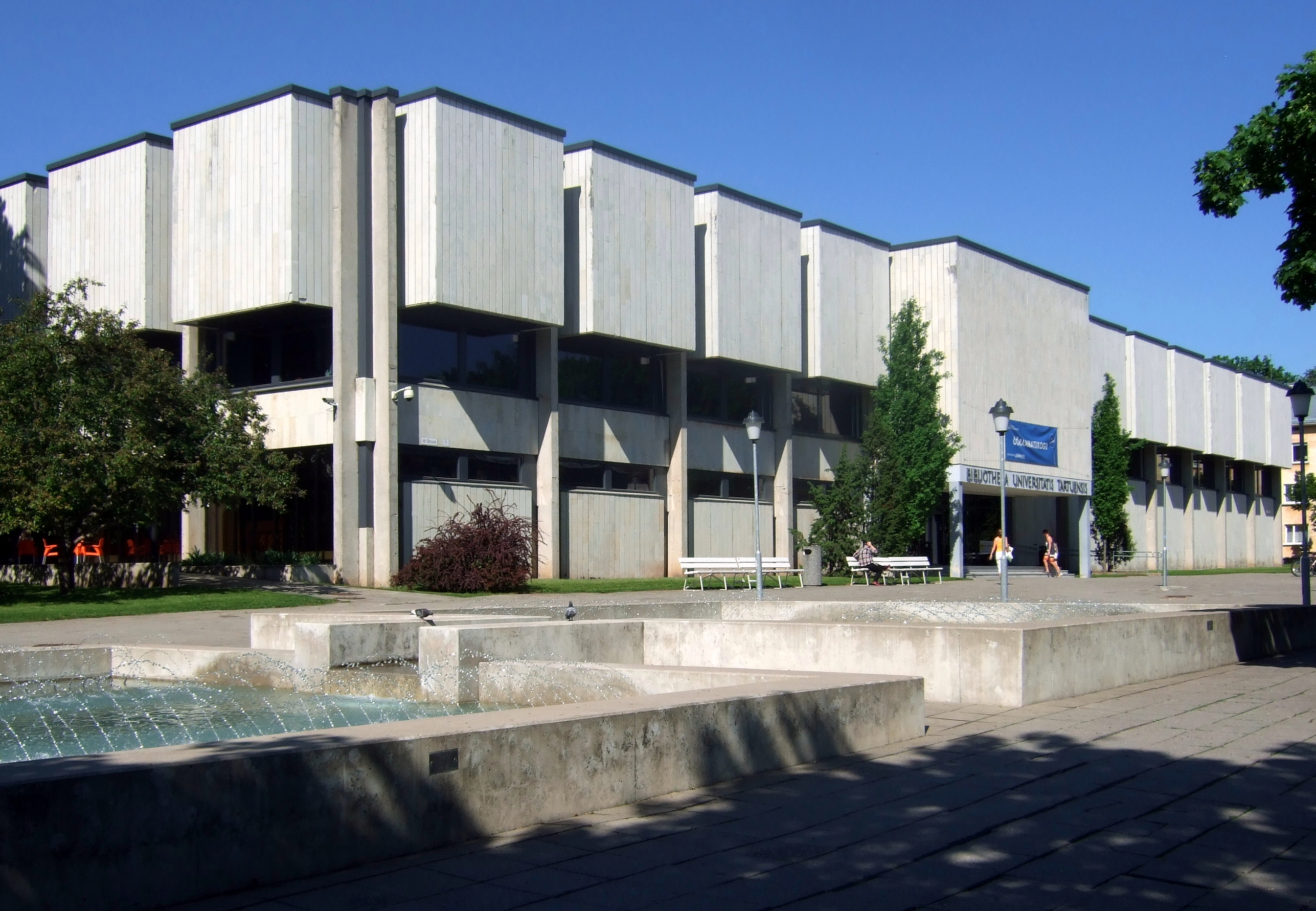
Huvudbyggnaden

Tartu universitetsbibliotek (estniska: Tartu Ülikooli Raamatukogu) är Tartu universitets bibliotek i Tartu, tidigare Dorpat, i Estland. 

## 1600- och 1700-talen
Det universitet i Dorpat, som grundats av Gustav II Adolf, och från 1690 haft namnet Academia Gustavo Carolina, hade ett bibliotek med 3.000 volymer. Detta evakuerades under Stora nordiska kriget i början av 1700-talet, och merparten införlivades i Kungliga biblioteket i Stockholm. Den största delen av boksamlingen bestod av 2.700 volymer som samlats av Nils Gyldenstolpe och som köpts av  Karl XI och donerats till Academia Gustavo Carolina 1690.

## 1800-talet
Universitetsbiblioteket återuppstod, efter det att ett nytt Dorpats universitet inrättades 1802, som var tyskspråkiskt och under rysk överhöghet. Grunden till det nya bibliotekets samling var böcker från olika baltiska privatbibliotek. För biblioteket uppfördes en byggnad i ruinerna av Dorpats domkyrka 1804–1807, ritad av Johann Wilhelm Krause.

## 1900-talet
Tartu universitetsbibliotek är det största biblioteket i Estland och har ungefär 3,9 miljoner volymer, varav en betydande del är litteratur på tyska och ryska. Den nuvarande biblioteksbyggnaden ligger vid Wilhelm Struvegatan 1 och uppfördes 1982.